# Ӥ
Ӥ (minúscula: ӥ; cursiva: Ӥ ӥ) es una letra del alfabeto cirílico. Se la usa únicamente en el idioma udmurto donde representa la vocal cerrada anterior no redondeada  /i/, y se utiliza sólo después de los dentales no palatalizados /d/, /z/, /l/, /n/, /s/ y /t/; la letra cirílica I (Ии) se utiliza de otra manera. Esta ligatura es la letra cirílica I (Ии) a la que se le añade un diéresis (mečlatjel o мечлатjел) arriba.

## Códigos de computación
| Caracter                    | Ӥ                                        |         | ӥ                                      |         |
| --------------------------- | ---------------------------------------- | ------- | -------------------------------------- | ------- |
| Nombre unicode              | CYRILLIC CAPITAL LETTER I WITH DIAERESIS |         | CYRILLIC SMALL LETTER I WITH DIAERESIS |         |
| Codificaciones              | Decimal                                  | hex     | dec                                    | hex     |
| Unicode                     | 1252                                     | U+04E4  | 1253                                   | U+04E5  |
| UTF-8                       | 211 164                                  | D3 A4   | 211 165                                | D3 A5   |
| Numeric character reference | &#1252;                                  | &#x4E4; | &#1253;                                | &#x4E5; |